# San Pantaleón del Páramo
San Pantaleón del Páramo es una localidad  englobada en el municipio de Huérmeces, situada en la provincia de Burgos, comunidad autónoma de Castilla y León (España), comarca de Odra-Pisuerga.

## Datos generales
En 2024, contaba con 12 habitantes, situado 7,3 km al este de la capital del municipio, Huérmeces, y 2 al oeste de Quintanilla-Pedro Abarca, con acceso por carretera local tiene su origen en el P:K. 30 de la BU-622, que atravesando Quintanadueñas nos conduce a la N-627 a la altura de Montorio.
Situada en la confluencia de los valles formados por los arroyos de San Pantaleón, y su afluente denominado de La Pastiza, afluentes del río Úrbel. 
Linda al norte con Montorio y La Nuez de Arriba, al este con Acedillo y al sur con Ruyales.

## Situación administrativa
Entidad Local Menor cuyo alcalde pedáneo es Moisés González Guerra del Partido Socialista Obrero Español.

## Historia
Lugar que formaba parte, de la Jurisdicción de Haza de Siero en del Partido de Castrojeriz, uno de los catorce que formaban la Intendencia de Burgos, durante el periodo comprendido entre 1785 y 1833, en el Censo de Floridablanca de 1787, jurisdicción de realengo con regidor pedáneo.
Antiguo municipio de Castilla la Vieja en el Partido de Burgos código INE-09296 
En el censo de la matrícula catastral contaba con 16 hogares y 50 vecinos.
Entre el censo de 1857 y el anterior, este municipio desaparece porque se integra en el municipio 09296 Quintanilla-Pedro Abarca.